# Allemagne au Concours Eurovision de la chanson 2025
L'Allemagne est l'un des trente-sept pays participants du Concours Eurovision de la chanson 2025, qui se tient du 13 au 17 mai 2025 à Bâle en Suisse.
Le pays est représenté par le duo autrichien Abor & Tynna, avec leur chanson Baller. C'est la première fois depuis 2007 que l'Allemagne envoie une chanson en allemand.

## Sélection
L'ARD confirme le 24 mai 2024 la participation de l'Allemagne à l'Eurovision 2025. Par la même occasion, il est confirmé que ce sera la NDR qui en sera responsable. Plus tard, le 29 octobre, il est annoncé que la présélection nationale se ferait en collaboration avec RTL, diffuseur privé, et avec Stefan Raab aux commandes.

### Format
La présélection se déroule en quatre émissions : deux qualifications, dans lesquelles les vingt-quatre artistes en lice interprètent une chanson de leur choix (reprise ou composition originale), une demi-finale et une finale, dans lesquelles les candidats qualifiés interprètent là aussi une chanson de leur choix ainsi que leur chanson. Dans chaque qualification, douze artistes se disputent les sept places en demi-finale. Des quatorze demi-finalistes, neuf seront qualifiés pour la finale.
Tous les résultats sont déterminés par un jury, à l'exception du second tour de la finale, où les cinq artistes sélectionnés sont départagés par les votes du public. La présentatrice de l'émission est Barbara Schöneberger.

### Participants
La période de candidatures ouvre du 31 octobre au 28 novembre 2024. Tous les artistes majeurs, sans restriction de nationalité, pouvaient s'inscrire. L'inscription était également ouverte aux artistes sans chanson, auquel cas il fallait soumettre une vidéo de présentation ainsi qu'une vidéo de reprise d'une chanson. Au total, pas moins de 3 281 candidatures ont été reçues, dont 1 198 avec une chanson originale,. Les 24 participants ont été sélectionnés par un jury composés de membres de l'ARD, RTL et de la société de production Raab Entertainment.
| - Abor & Tynna - Adina - Benjamin Braatz - Cage - Chase - Cloudy June - Cosby - Enny-Mae x Paradigm - Equa Tu - Fannie - Feuerschwanz - From Fall to Spring - Jaln - Janine - Jonathan Henrich - Julika - Leonora - Lyza - Moss Kena - Ni-ka - Noah Levi - Parallel - The Great Leslie - Vincent Varus |

### Qualifications
Dans cette étape, les vingt-quatre artistes en compétition interprètent une chanson de leur choix, que ce soit une composition originale ou une reprise. Le jury qualifiera alors quatorze participants. Le jury est composé de Stefan Raab, Yvonne Catterfeld, Elton, ainsi que Max Mutzke dans la première qualification, et Johannes Oerding dans la seconde.
| Ordre | Artiste             | Chanson (interprète d'origine)             | Résultat  |
| ----- | ------------------- | ------------------------------------------ | --------- |
| 1     | Julika              | Run (Leona Lewis)                          | Qualifiée |
| 2     | Benjamin Braatz     | Breakfast (composition originale)          | Qualifié  |
| 3     | Fannie              | Easy (composition originale)               | Éliminée  |
| 4     | Chase               | Million Years Ago (Adele)                  | Éliminés  |
| 5     | Enny-Mae x Paradigm | Arcade (Duncan Laurence)                   | Éliminés  |
| 6     | Jonathan Henrich    | Golden Hour (Jvke)                         | Qualifié  |
| 7     | Feuerschwanz        | Dragostea din tei (O-Zone)                 | Qualifiés |
| 8     | Cage                | Wrong Places (H.E.R.)                      | Qualifiée |
| 9     | Equa Tu             | Gaga (composition originale)               | Éliminé   |
| 10    | Janine              | Can't Help Falling In Love (Elvis Presley) | Éliminée  |
| 11    | Cosby               | Loved For Who I Am (composition originale) | Qualifiés |
| 12    | Abor & Tynna        | Skyfall (Adele)                            | Qualifiés |

| Ordre | Artiste             | Chanson (interprète d'origine)                                                                      | Résultat  |
| ----- | ------------------- | --------------------------------------------------------------------------------------------------- | --------- |
| 1     | Adina               | In The Air Tonight (Tut wieder weh) (composition originale, inspirée de la chanson de Phil Collins) | Éliminé   |
| 2     | Jaln                | Lose Control (Teddy Swims)                                                                          | Qualifié  |
| 3     | Leonora             | Good Day (composition originale)                                                                    | Qualifiée |
| 4     | Ni-Ka               | The Way You Make Me Feel (Michael Jackson)                                                          | Éliminé   |
| 5     | From Fall To Spring | Control (composition originale)                                                                     | Qualifiés |
| 6     | Noah Levi           | There's Nothing Holdin' Me Back (Shawn Mendes)                                                      | Éliminé   |
| 7     | Cloudy June         | Sad Girl Era (composition originale)                                                                | Qualifiée |
| 8     | Parallel            | Noi (composition originale)                                                                         | Éliminé   |
| 9     | Moss Kena           | Die with a Smile (Lady Gaga & Bruno Mars)                                                           | Qualifié  |
| 10    | Vincent Varus       | Coffee (composition originale)                                                                      | Éliminé   |
| 11    | The Great Leslie    | Fix You (Coldplay)                                                                                  | Qualifiés |
| 12    | Lyza                | Voilà (Barbara Pravi)                                                                               | Qualifiée |

### Demi-finale
Lors de la demi-finale, les quatorze artistes encore en lice interprètent pour la première fois la chanson qu'ils espèrent interpréter à l'Eurovision. Le jury choisit ensuite les neuf finalistes. Stefan Raab, Yvonne Catterfeld et Elton restent dans le jury, et sont rejoints par Max Giesinger.
| Ordre | Artiste             | Titre                               | Langue            | Paroles & musique                                                                           | Résultat  |
| ----- | ------------------- | ----------------------------------- | ----------------- | ------------------------------------------------------------------------------------------- | --------- |
| 1     | Feuerschwanz        | Knightclub                          | Allemand, anglais | Ben Metzner, Hans Platz, Dag-Alexis Kopplin, Peter Henrici                                  | Qualifiés |
| 2     | Benjamin Braatz     | Like You Love Me                    | Anglais           | Benjamin Braatz                                                                             | Qualifié  |
| 3     | Cloudy June         | If Jesus Saw What We Did Last Night | Anglais           | Cloudy June, Amanda Cy, Maarten Paul                                                        | Éliminés  |
| 4     | Cosby               | I'm Still Here                      | Anglais           | Robin Karow, Marie Kobylka, Kilian Reischl                                                  | Qualifiés |
| 5     | Jaln                | Weg von dir                         | Allemand          | Worthington Jalen Davis                                                                     | Éliminé   |
| 6     | From Fall To Spring | Take The Pain Away                  | Anglais           | Philip Wilhelm, Lukas Wilhelm, Simon Triem, Sebastian Monzel, León Arend, Benedikt Veith    | Éliminés  |
| 7     | Jonathan Henrich    | Golden Child                        | Anglais           | Jonathan Henrich                                                                            | Éliminé   |
| 8     | Abor & Tynna        | Baller                              | Allemand          | Alexander Hauer, Attila Bornemisza, Tünde Bornemisza                                        | Qualifiés |
| 9     | Leonora             | This Bliss                          | Anglais           | Leonora Margarethe Huth                                                                     | Qualifiée |
| 10    | Julika              | Empress                             | Anglais           | Julika Lüer, Peter Krick                                                                    | Qualifiée |
| 11    | Lyza                | Lovers on Mars                      | Anglais           | Anderz Wrethov, Julie Aagaard, Thomas Stengaard, Vasilisa Subotic                           | Qualifiée |
| 12    | Moss Kena           | Nothing Can Stop Love               | Anglais           | Thomas McKenna, Hitimpulse, Martin Gallop, Matthew Thomas Paul Holmes, Philip Anthony Leigh | Qualifié  |
| 13    | The Great Leslie    | These Days                          | Anglais           | Alfie Pawsey, Freddie Miles, Oliver Trevers, Ryan Lavender                                  | Qualifiés |
| 14    | Cage                | Golden Hour                         | Anglais           | Orkun Akcil, Karolin Gärtner                                                                | Éliminés  |

### Finale
La finale est diffusée le samedi 1er mars 2025. Elle se compose de deux tours. Dans le premier tour, le jury, toujours composé de Stefan Raab et Yvonne Catterfeld, rejoints par Conchita Wurst et Nico Santos, sélectionnent cinq chansons parmi les neuf en lice. Dans le second tour, ces cinq chansons sont départagées par les votes du public.
Les candidats présentent d'abord une reprise d'une chanson de leur choix, puis la chanson avec laquelle ils concourent.
- Chanson qualifiée pour le second tour
- Première place
- Deuxième place
- Troisième place

| Ordre | Artiste          | Reprise (interprète d'origine)                               | Titre                 | Résultat  |
| ----- | ---------------- | ------------------------------------------------------------ | --------------------- | --------- |
| 1     | The Great Leslie | Waterloo (ABBA)                                              | These Days            | Qualifiés |
| 2     | Benjamin Braatz  | Angels (Robbie Williams)                                     | Like You Love Me      | Éliminé   |
| 3     | Leonora          | Houdini (Dua Lipa)                                           | This Bliss            | Qualifiée |
| 4     | Feuerschwanz     | I See Fire (Ed Sheeran)                                      | Knightclub            | Éliminés  |
| 5     | Moss Kena        | Levitating (Dua Lipa)                                        | Nothing Can Stop Love | Qualifié  |
| 6     | Abor & Tynna     | Bang Bang (My Baby Shot Me Down) (Cher)                      | Baller                | Qualifiés |
| 7     | Cosby            | I Wanna Dance with Somebody (Who Loves Me) (Whitney Houston) | I'm Still Here        | Éliminés  |
| 8     | Lyza             | Creep (Radiohead)                                            | Lovers on Mars        | Qualifiée |
| 9     | Julika           | Euphoria (Loreen)                                            | Empress               | Éliminée  |

| Artiste          | Titre                 | %      | Place |
| ---------------- | --------------------- | ------ | ----- |
| Abor & Tynna     | Baller                | 34,91% | 1ers  |
| Lyza             | Lovers on Mars        | 31,06% | 2e    |
| Moss Kena        | Nothing Can Stop Love | 22,57% | 3e    |
| Leonora          | This Bliss            | 6,95%  | 4e    |
| The Great Leslie | These Days            | 4,51%  | 5es   |

Ce sont donc Abor & Tynna qui remportent la présélection ; ils défendront leur chanson
Baller lors de l'Eurovision 2025.
La finale a réuni environ 3 690 000 téléspectateurs à travers l'Allemagne.

## À l'Eurovision
En tant que membre du Big Five, l'Allemagne est qualifiée d'office pour la finale du Concours, le samedi 17 mai 2025. Le pays vota cependant lors de la seconde demi-finale, le jeudi 15 mai. Lors de la finale, l'Allemagne est le seizième des vingt-six pays en lice à présenter sa chanson.

À l'issue de la soirée, le pays se classe 15e avec 151 points.

### Retransmission
Les deux demi-finales sont diffusées sur la chaîne One; la finale est diffusée sur Das Erste. Les trois soirées sont commentées par Thorsten Schorn.
La finale rassemble environ 9 160 000 téléspectateurs à travers le pays, ce qui constitue la meilleure audience pour le Concours depuis 2016.

### Votes
Le jury allemand est composé de:
- Ekrem Bora, dit Eko Fresh, rappeur;
- Carolin Fortenbacher, chanteuse;
- Marc Möllmann, responsable musical à la radio;
- Vasilisa Subotić, dite LYSA, chanteuse;
- Ali Zuckowski, producteur et compositeur.

Le porte-parole du jury, qui présente leurs votes lors de la finale, est le chanteur Michael Schulte, ancien participant au Concours qui a terminé à la quatrième place en 2018.

#### Points attribués par l'Allemagne
Finale
| 12 points | Autriche |
| 10 points | France   |
| 8 points  | Malte    |
| 7 points  | Suisse   |
| 6 points  | Grèce    |
| 5 points  | Italie   |
| 4 points  | Suède    |
| 3 points  | Israël   |
| 2 points  | Pologne  |
| 1 point   | Norvège  |

| 12 points | Israël   |
| 10 points | Grèce    |
| 8 points  | Albanie  |
| 7 points  | Pologne  |
| 6 points  | Autriche |
| 5 points  | Suède    |
| 4 points  | Estonie  |
| 3 points  | Ukraine  |
| 2 points  | Italie   |
| 1 point   | Islande  |

#### Points attribués à l'Allemagne
Finale
| 12 points        | 10 points     | 8 points | 7 points | 6 points | 5 points                                                | 4 points   | 3 points              | 2 points                     | 1 point                            |
| ---------------- | ------------- | -------- | -------- | -------- | ------------------------------------------------------- | ---------- | --------------------- | ---------------------------- | ---------------------------------- |
| Vote du jury     |               |          |          |          |                                                         |            |                       |                              |                                    |
| Tchéquie Ukraine | Israël Serbie | Italie   |          |          | Grèce Lituanie                                          | Luxembourg | Espagne               | Azerbaïdjan Géorgie Lettonie | Belgique Finlande                  |
| Télévote         |               |          |          |          |                                                         |            |                       |                              |                                    |
| Autriche         |               | Lituanie |          |          | Arménie Finlande Israël Lettonie Pologne Serbie Ukraine | Albanie    | Croatie Estonie Grèce | Géorgie                      | Danemark Islande Pays-Bas Tchéquie |

Ce sont donc 151 points que l'Allemagne totalise; 77 du jury qui la classe 12e parmi mes 26 finalistes, et 74 du public qui la classe 11e. Au classement global, le pays termine à la 15e place.